# Институт палеоантропологии (Париж)
Институт палеоантропологии (фр. Institut de paléontologie humaine; дословно: Институт палеонтологии человека, также используется сокращение IPH) — палеоантропологический научно-исследовательский центр в Париже, который не следует путать с Палеонтологическим музеем, расположенном в том же городе.

## История и архитектура здания
Создание института неразрывно связано с именем Альбера I, князя Монако, который был страстно увлечён палеонтологией и наукой о происхождении человека. На свои весьма значительные средства, в основном получаемые от находящегося на его земле казино Монте-Карло, князь Альбер создал Палеонтологический музей в княжестве Монако и Палеоантропологический центр в Париже.
Здание Института в Париже строилось в 1910—1912 годах специально для его нужд по проекту архитектора Эммануэля Понтремоли на месте бывшего лошадиного рынка, на углу улицы Рене-Панар и бульвара Сен-Марсель. По своей архитектуре оно имитирует внешний вид гораздо более ранних парижских особняков XVI столетия. Однако, отличительной особенностью здания является сплошной скульптурный фриз, опоясывающий его на уровне нескольких метров над землёй, который был выполнен скульптором Констаном Ру и целиком посвящён палеоантропологическим сюжетам.

### Рельефы Констана Ру на фасаде музея

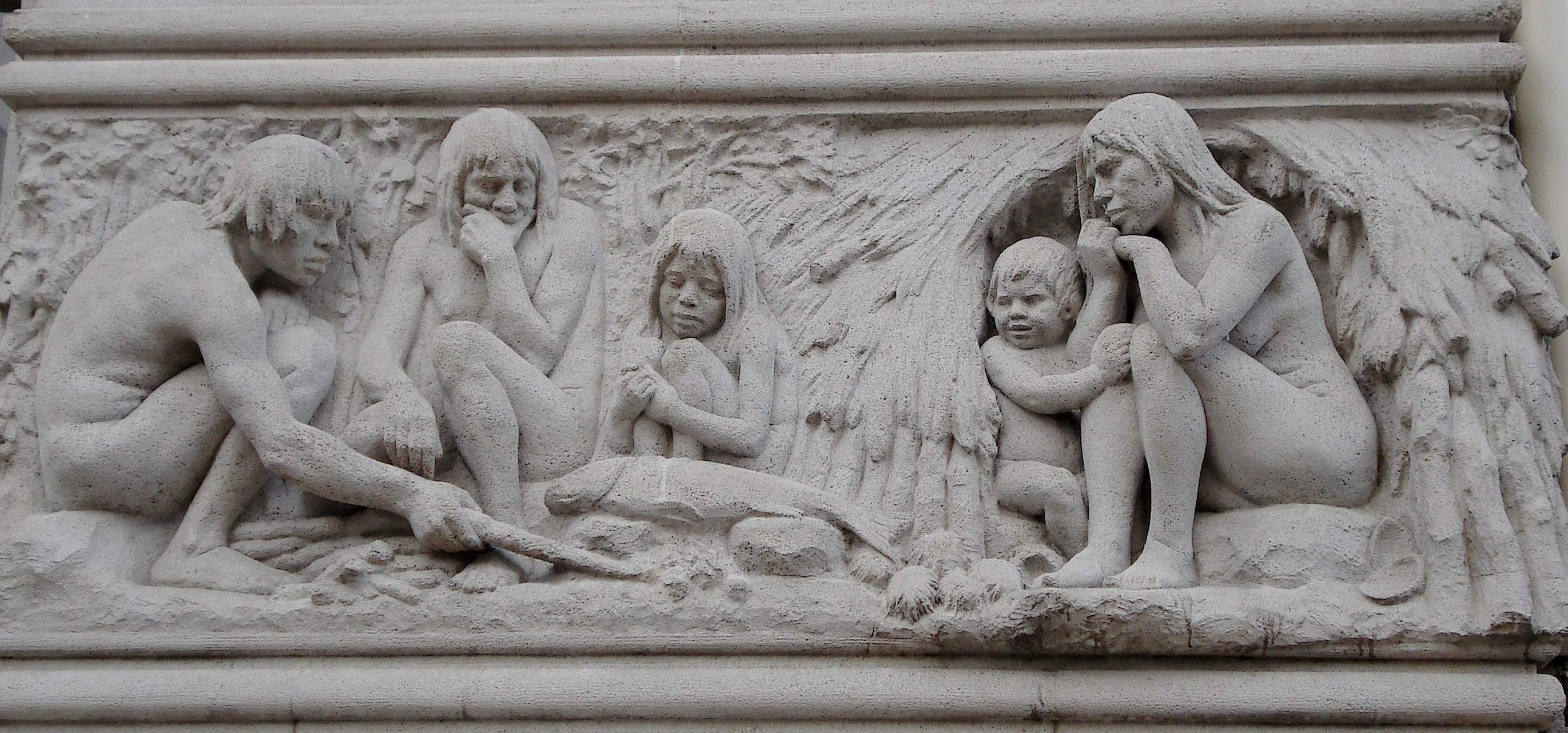
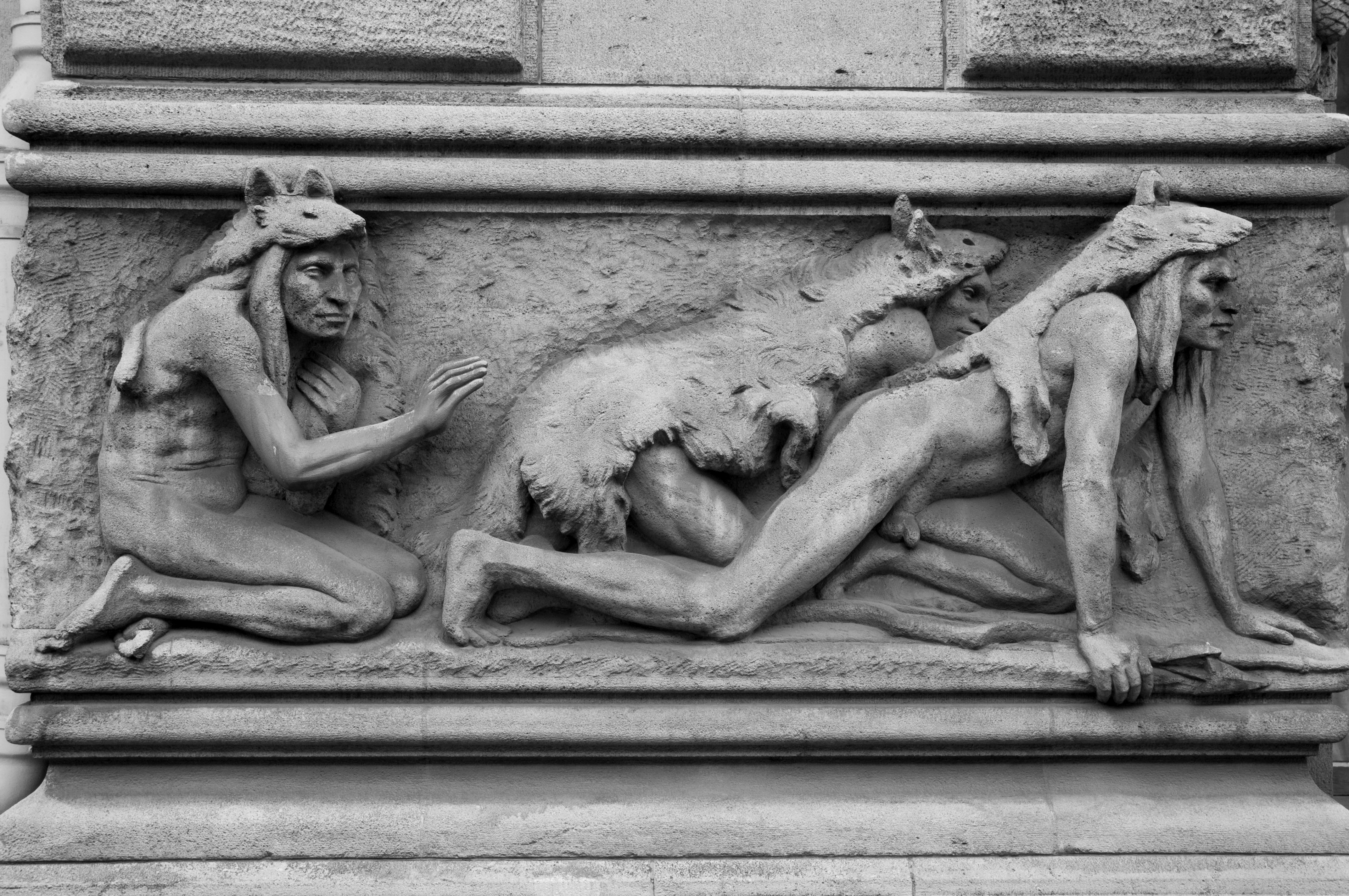
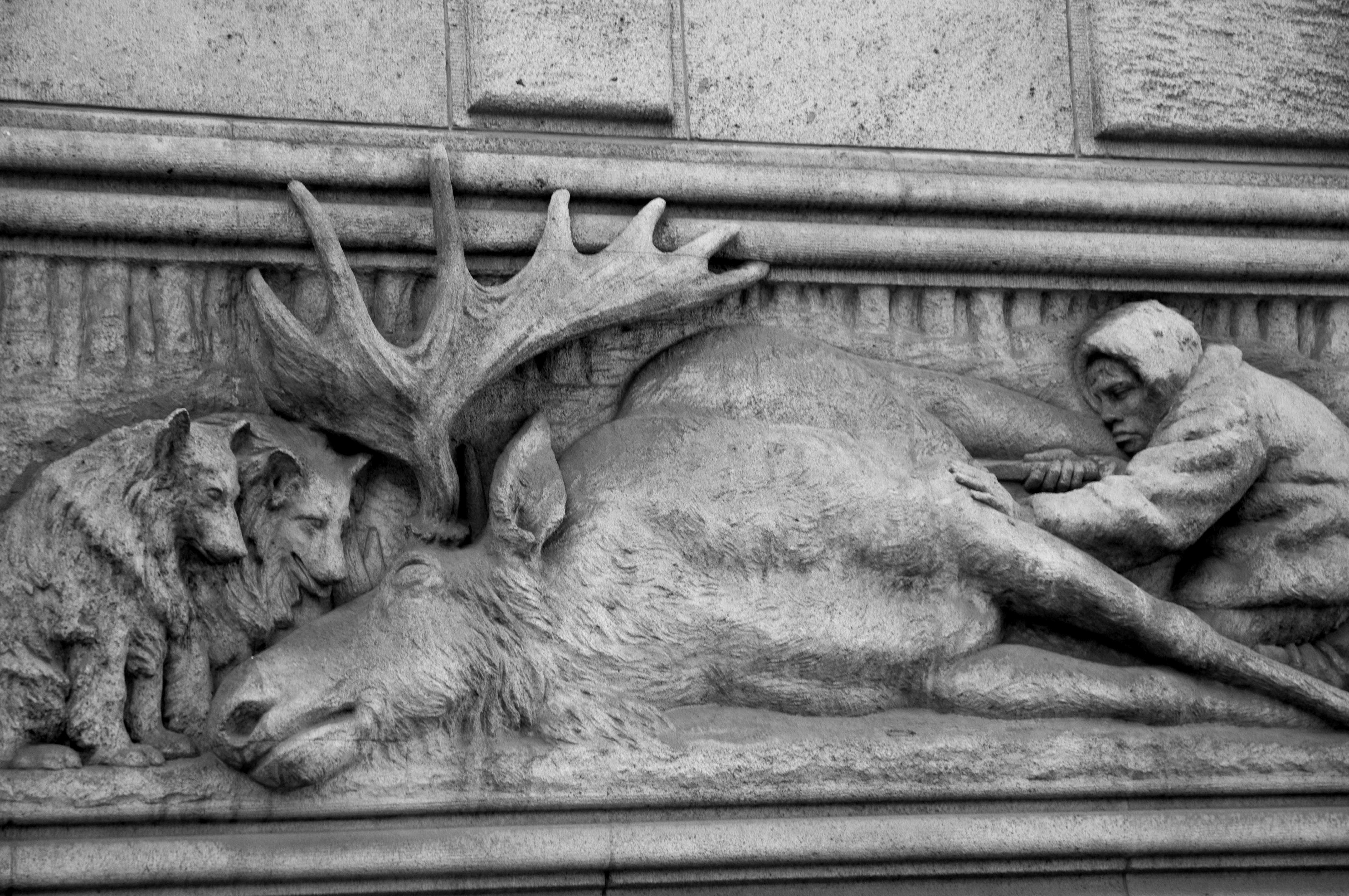
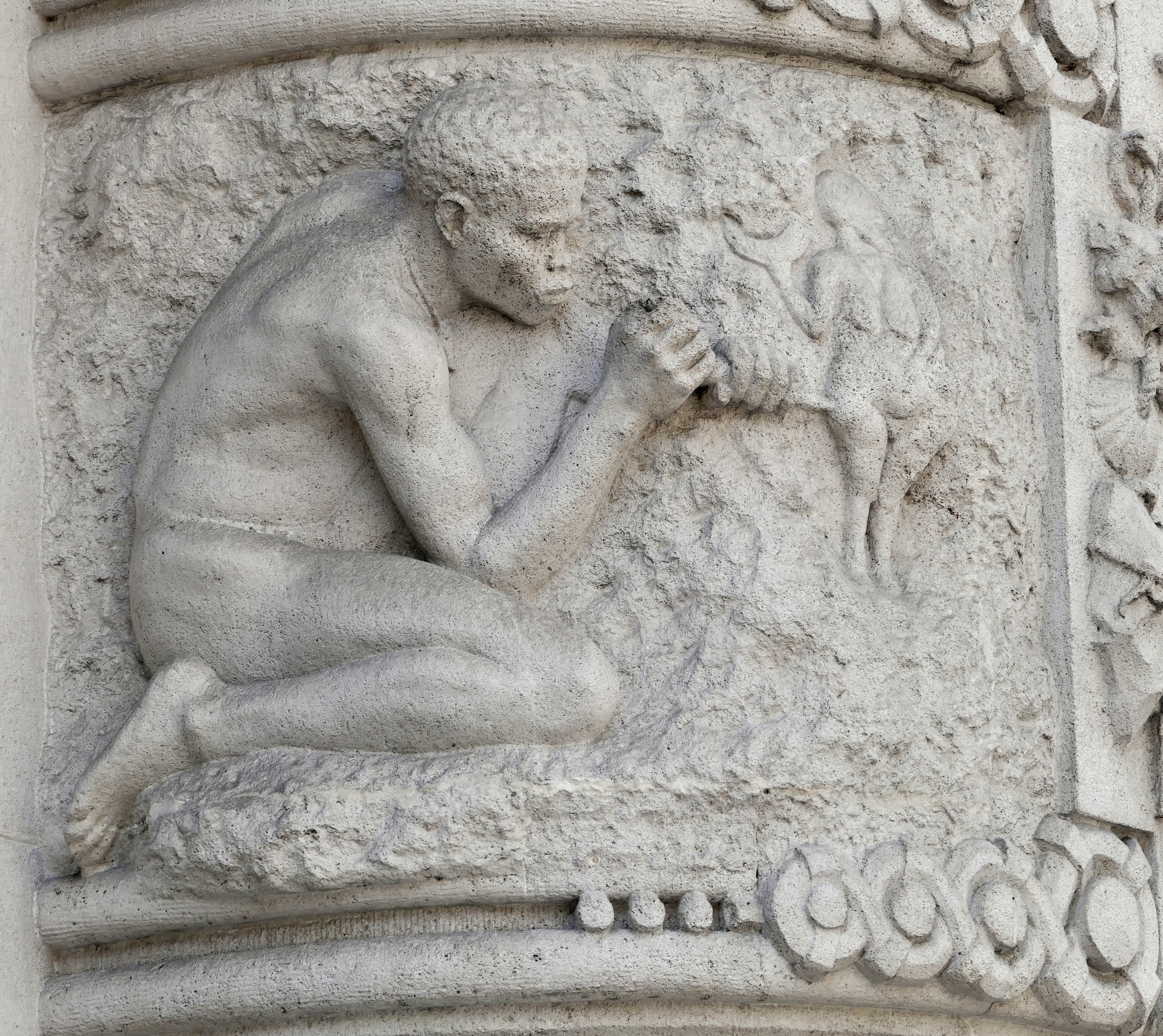

## Дальнейшая история и современность
В настоящее время Институт имеет статус научно-исследовательского фонда, который находится под патронажем четырёх организаций, двух французских и двух монегасских: Фонда Альбера I, князя Монако, французского Национального музея естественной истории, Коллеж де Франс и Палеонтологического музея Монако.
Каждый год один молодой исследователь, работающий в Институте, награждается за свою работу в области эволюции человека исследовательской премией, известной как «Премия Ренье III, князя Монако», которую вручает действующий князь Монако Альбер II.
Музей располагает палеоантропологической коллекцией из более чем десяти тысяч единиц хранения, а также читальным залом и библиотекой. Интерьеры здания Института, современные самому зданию, сделали его популярным местом для съёмок эпизодов различных фильмов.
Хотя официально институт не считается музеем, фактически его коллекции в некоторых случаях доступны для осмотра. Хотя он именуется институтом палеоантропологии, его сотрудники занимаются также палеонтологией, а в залах института выставлены скелеты динозавров и другой ископаемой фауны. 

### Галерея

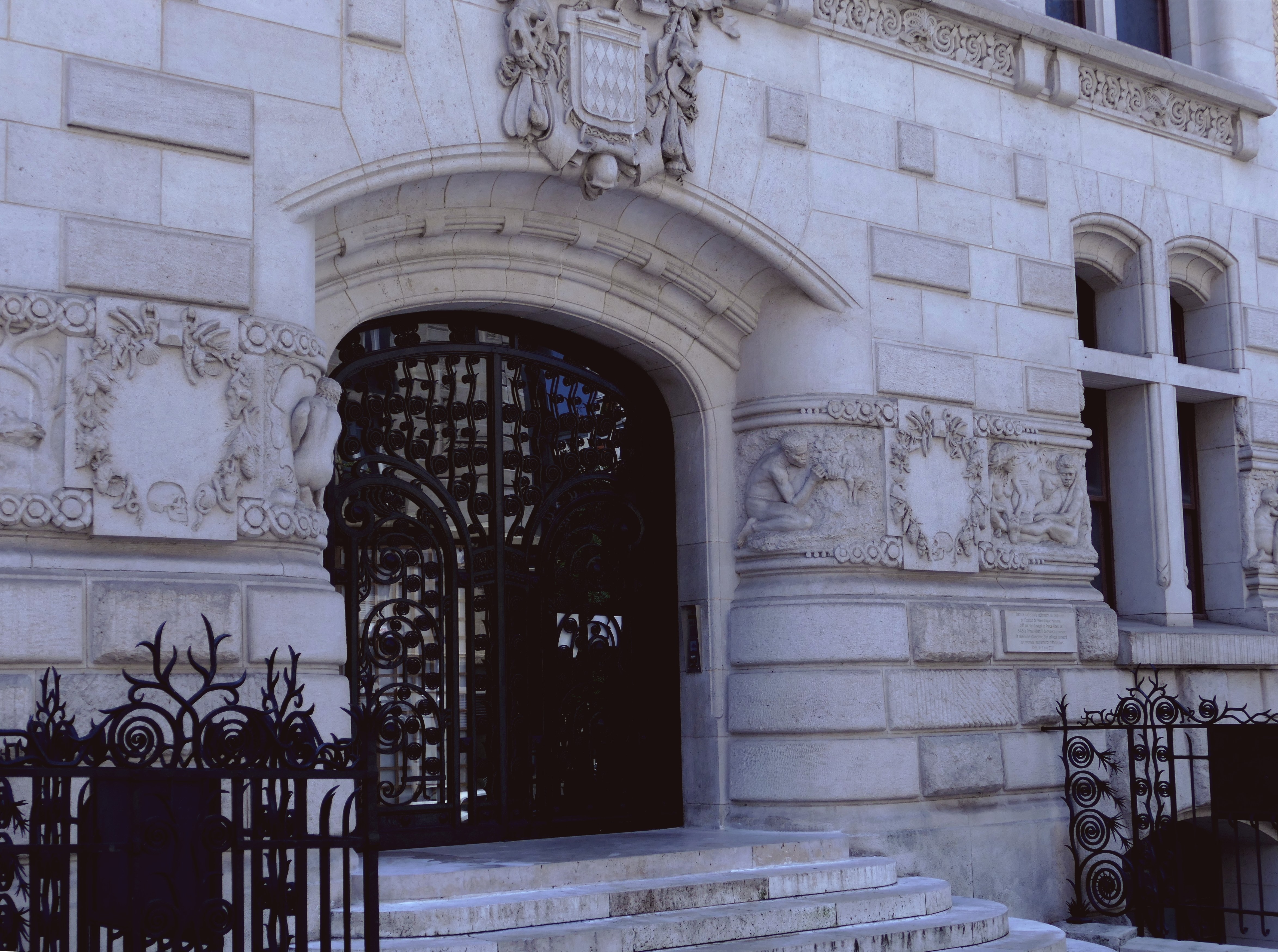
Вход в институт, обрамлённый рельефным фризом.
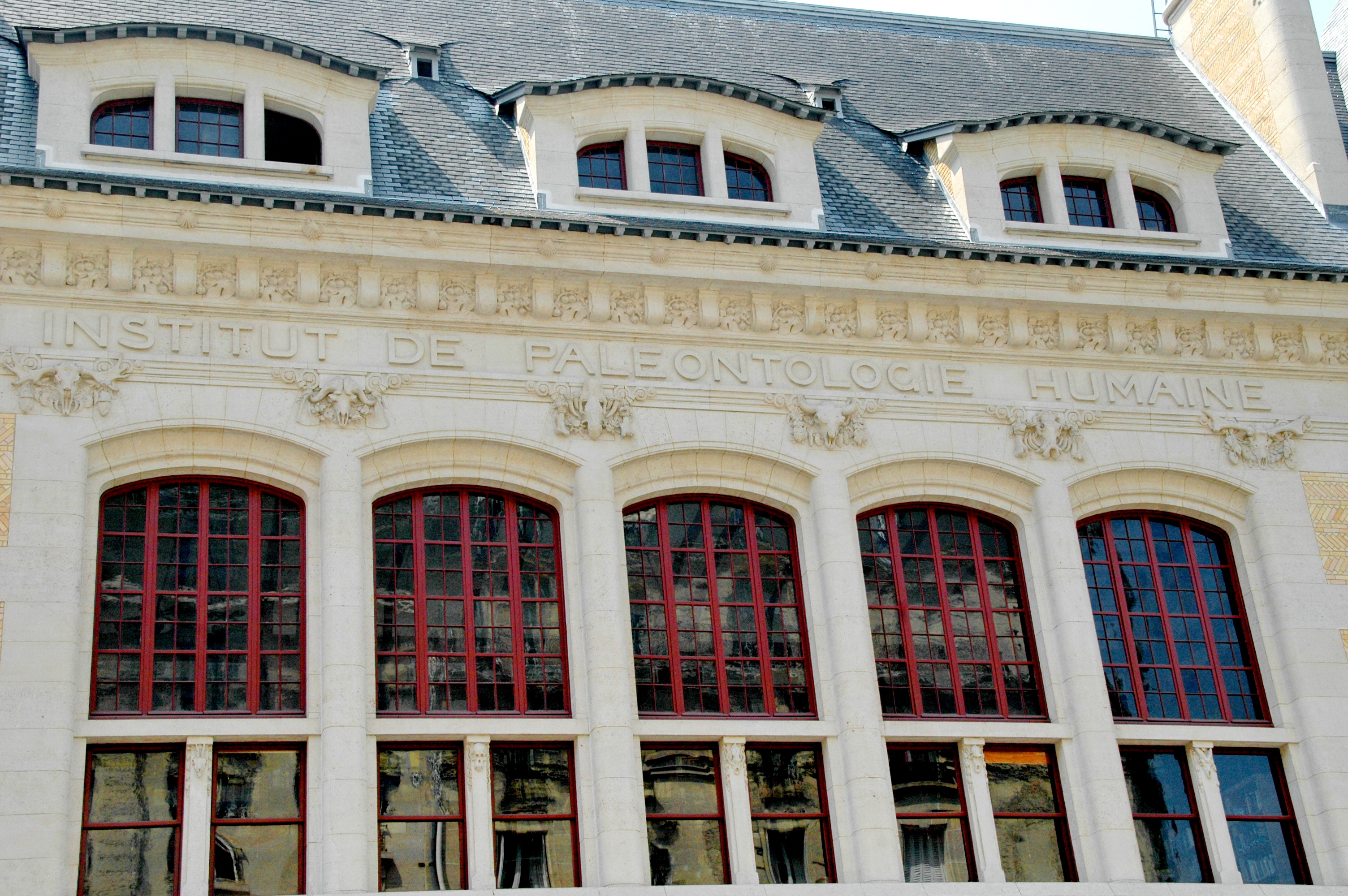
Название института на главном фасаде. Ниже — маскароны в виде черепов ископаемых животных.
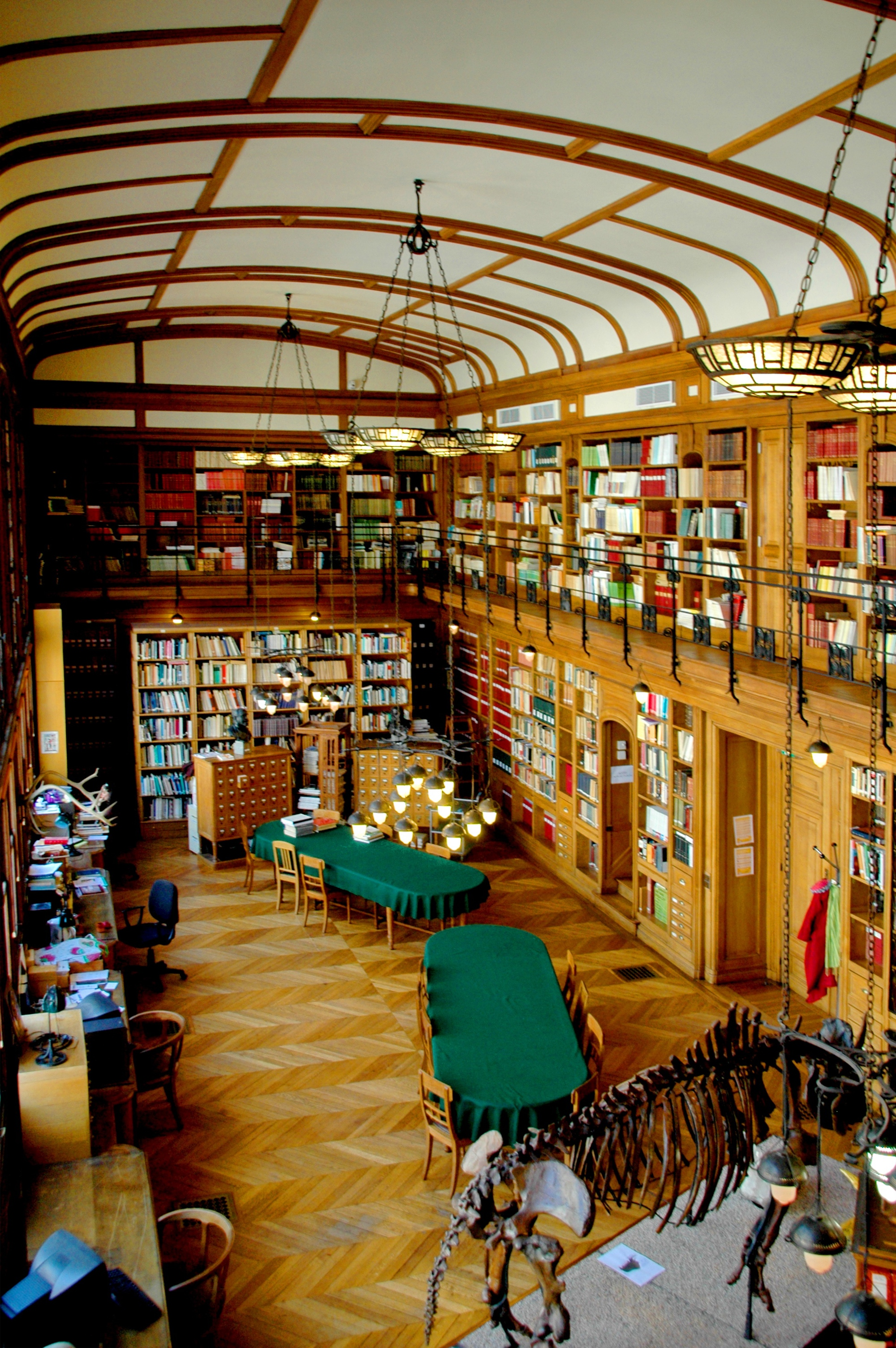
Библиотека института.
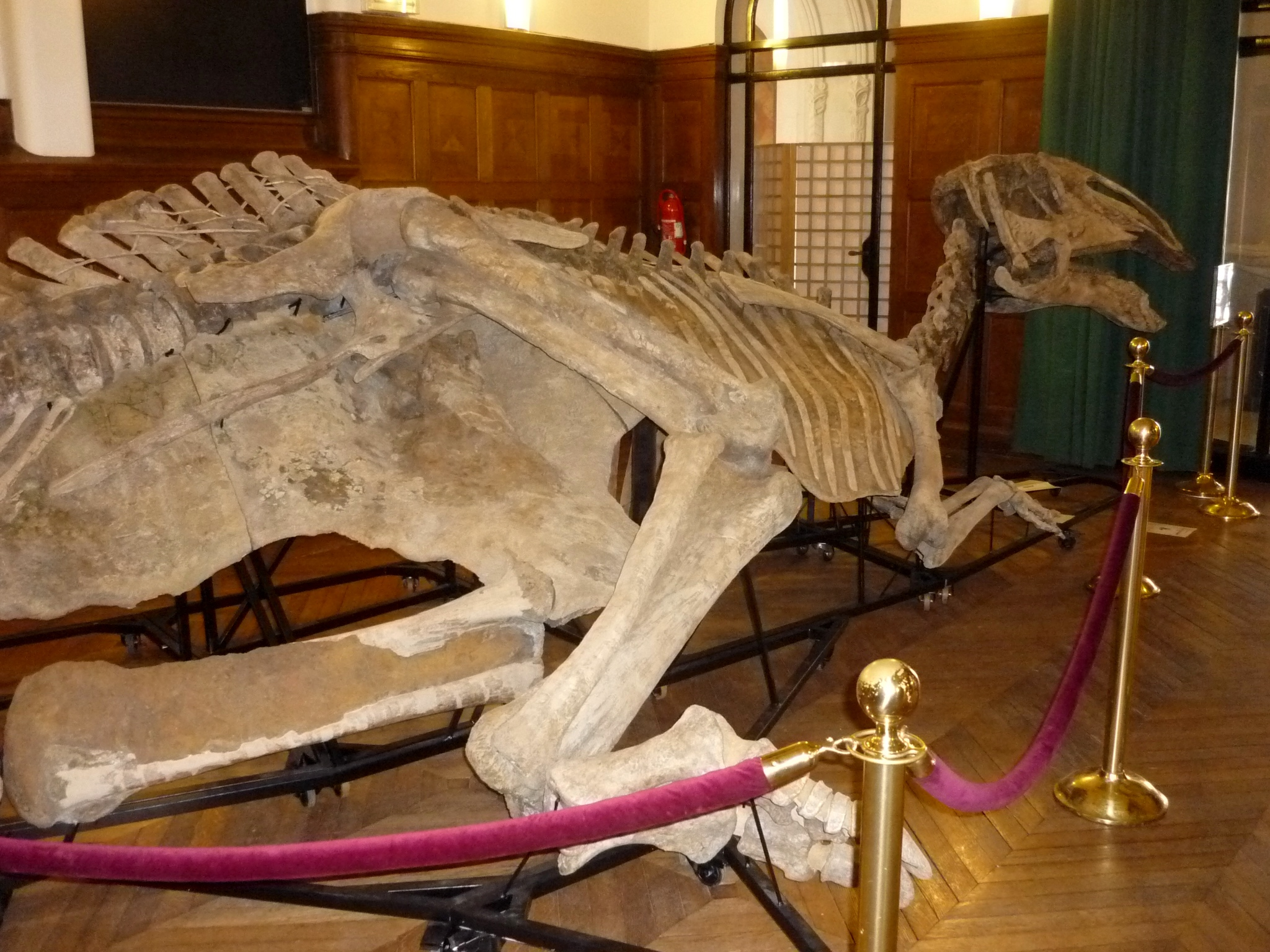
Скелет динозавра prosaurolophus maximus в помещении института.
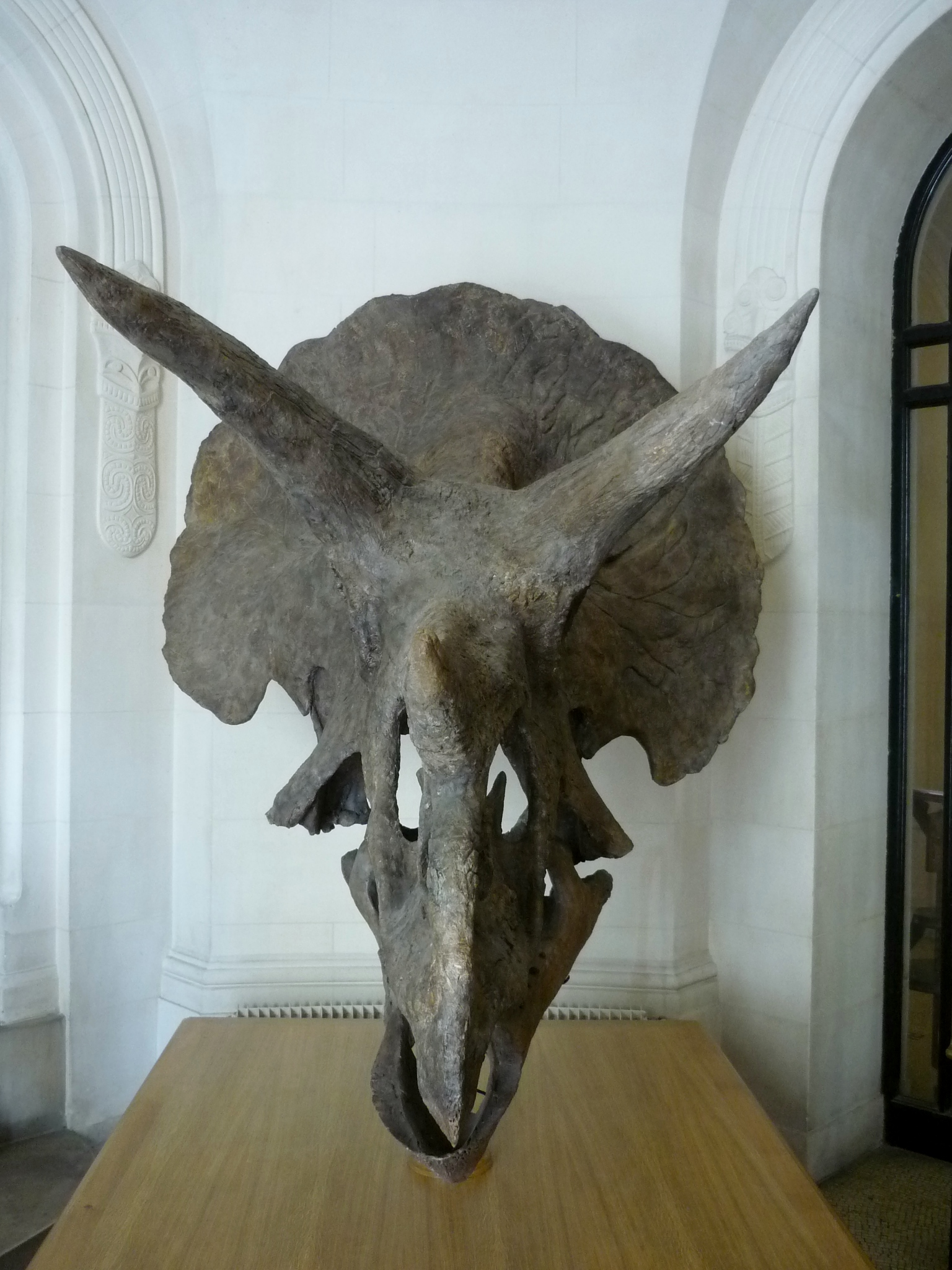
Череп трицератопса в помещении института.
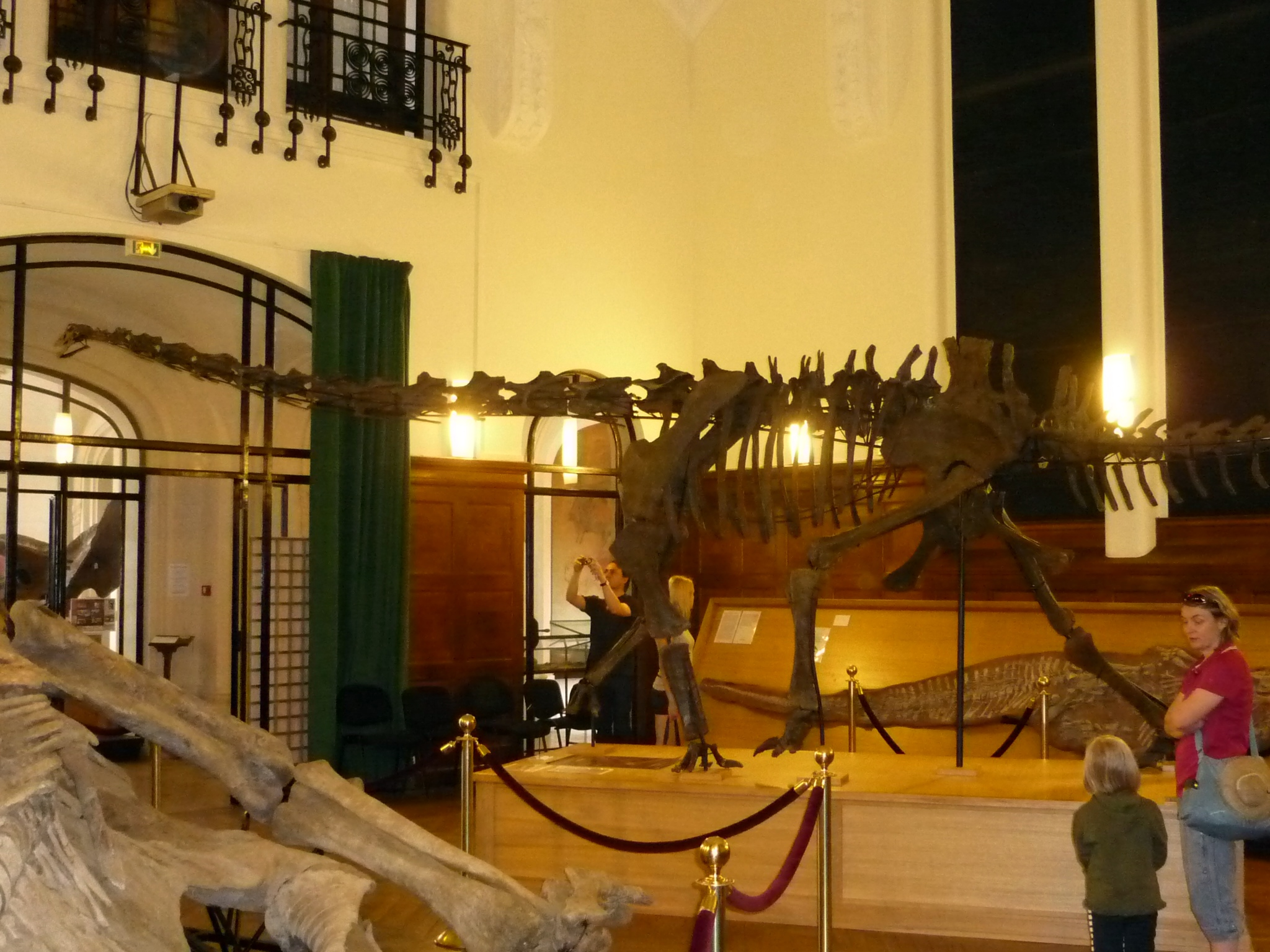
Скелеты динозавров в помещении института.